# Борщ, Андрей Тимофеевич
Андре́й Тимофе́евич Борщ (17 [30] августа 1908, Григориополь, Херсонская губерния — 1993) — советский и молдавский филолог, лингвист, учёный-языковед, переводчик. Один из первых кинокритиков Молдавии. Автор ряда работ по лингвистике. Кандидат филологических наук (1947).

## Биография
Андрей Борщ родился в августе 1908 года в Григориополе. В 1930 году окончил Молдавский педагогический техникум в Балте (первый выпуск), а в 1940 году окончил Ленинградский университ. После окончания университета переехал в Киев, где окончил аспирантуру и курсы военных переводчиков. Работал старшим научным сотрудником Института языкознания и фольклора (ныне Институт искусствоведения, фольклористики и этнологии имени М. Ф. Рыльского НАН Украины).
В 1931—1935 годах работал учителем, директором школы в селе Кошница. Работал в Институте языкознания АН УССР, с 1942 года — младший научный сотрудник, с 1947 года — научный сотрудник, с 1951 года — старший научный сотрудник. Параллельно с 1945 по 1947 год озвучивал на Киевской киностудии хроникально-документальных фильмов как диктор киножурнала «Советская Молдавия» и текстов для дубляжа документальных картин. С 1952 года — старший научный сотрудник Института истории, языка и литературы Молдавского филиала АН СССР в Кишинёве. В 1971—1975 годах — заведующий кафедрой молдавского языка и литературы Кишинёвского государственного университета (ныне Молдавский государственный университет), с 1975 года — его профессор.
Участвовал в подготовке и осуществления реформы орфографии молдавского языка («Орфография молдавского языка» 1957, 1967). Одним из первых опубликовал в 1946 году в газете «Молдова Сочиалистэ» статью киноведческого характера «Из истории молдавского кино».
Автор более 150 научных работ по языкознанию и истории молдавского языка.
Умер в 1993 году.